# 米科拉伊夫卡 (扎切皮利夫卡市鎮)
49°12′26″N 35°18′36″E / 49.20722°N 35.31000°E
米科拉伊夫卡（烏克蘭語：Миколаївка）是位於烏克蘭東部的村莊，由哈爾科夫州别列斯京区的扎切皮利夫卡市鎮負責管轄。該村始建於1750年，面積4.69平方公里，海拔高度87米，2024年人口854，人口密度每平方公里254人。